# LDPD-Informationen
Die LDPD-Informationen waren ein parteiinternes Mitteilungsblatt der Liberal-Demokratischen Partei Deutschlands in der Sowjetischen Besatzungszone und der späteren DDR. Sie erschienen von Oktober 1947 bis November 1989.

## Geschichte
Vorläufer war das von September 1946 bis September 1947 mit insgesamt 23 Ausgaben herausgegebene Mitteilungsblatt der Parteileitung. Seit Oktober 1947 erschienen die LDP-Informationen in Berlin. Zwischenzeitlicher Herausgabeort war der LDP-Pressedienst in Weimar. Im Oktober 1951 erfolgte – zeitgleich mit der Änderung der offiziellen Abkürzung der Partei – die Umbenennung in LDPD-Informationen. Sie erschienen zunächst halbmonatlich, seit April 1971 monatlich. Mit der November-Ausgabe 1989 wurde das Erscheinen eingestellt.
Die LDPD-Informationen waren das einzige interne Mitteilungsblatt für Parteifunktionäre. In ihnen wurden theoretische und praktische Fragen behandelt, ferner wurde über Parteiveranstaltungen oder Auszeichnungen für verdiente Parteimitglieder berichtet.